# Mammas pojkar (film)
Mammas pojkar är en svensk komedifilm från 2012 i regi av Ulf Malmros. Filmen hade svensk biopremiär 25 december 2012. I rollerna ses bland andra Lotta Tejle, Björn Starrin, Johan Östling, Kjell Bergqvist, Mia Skäringer och Tuva Novotny.

## Handling
Två vuxna bröder tänker arrangera ett heavy metal-konvent i sin lilla by. Deras mamma som är byns präst oroar sig över sönerna och vill att de ska växa upp och skaffa familj istället. Bröderna blir kära i byns unga lärarinna och line dance-instruktör.

## Rollista
- Lotta Tejle – Gunilla
- Johan Östling – Oden
- Björn Starrin – Thor
- Kjell Bergqvist – PG
- Mia Skäringer – Jenny
- Tuva Novotny – Evil Bitch
- Tomas Tjerneld – doktor Håkan
- Carina Ekman – rektorn
- Lena Wallman-Alster – kulturchefen
- AnnSofi Nilsson – kyrkobesökare
- Rustan Christensson – man från vattenverket
- Tobias Norelius – polis
- Håkan Berg – polis
- Tova Starrin – flicka i kyrkan
- Axel Björklund – elev
- Alexander Svensson – elev på skolgården

## Produktion
Filmen är producerad av Bob Film Sweden i samproduktion med Film i Väst, Buena Vista International och TV4 och inspelad i Vänersborg och Trollhättan.

## Mottagande
Filmen fick ett dåligt mottagande av kritiker och landade på ett snittbetyg på 2,7 på kritiker.se.
Mammas pojkar sågs av totalt 320 345 biobesökare i Sverige.

## Utmärkelser
Jaana Fomin nominerades till en guldbagge för bästa kostymer 2013.